# Perideridia californica
Perideridia californica är en flockblommig växtart som först beskrevs av John Torrey, och fick sitt nu gällande namn av Aven Nelson och James Francis Macbride. Perideridia californica ingår i släktet Perideridia och familjen flockblommiga växter. Inga underarter finns listade i Catalogue of Life.